# ييراني (خانية)
ييراني (باليونانية: Γεράνι)‏ هي مدينة في خانية في اليونان.
يبلغ عدد سكانها حوالي 873 نسمة.